# فيرناندو تشالانا
فيرناندو ألبينو دي سوزا تشالانا الشهير باسم فيرناندو تشالانا (10 فبراير 1959 - 10 أغسطس 2022)، هو لاعب كرة قدم برتغالي معتزل كان يجيد اللعب في مركز الجناح. يعتبر من أفضل خمسة لاعبين في كرة القدم البرتغالية بالإضافة إلى أوزيبيو، كريستيانو رونالدو، لويس فيغو ، وروي كوستا.
لعب تشالانا في أندية بنفيكا (1975-1984) بوردو الفرنسي (1984-1987) بنفيكا مجددا (1987-1990) بيلينينسيس (1990-1991) إستريلا أمادورا (1991-1992).
ساهم تشالانا في تتويج نادي بنفيكا ببطولة دوري الدرجة الممتازة 6 مرات مواسم 1975/1976 ، 1976/1977 ، 1980/1981 ، 1982/1983 ، 1983/1984 ، 1988/1989 وببطولة كأس البرتغال 4 مرات مواسم 1978/1979 ، 1979/1980 ، 1981/1982 ، 1982/1983 وبطولة كأس السوبر البرتغالي مرتين موسمي 1979/1980 و1988/1989. كما ساهم في تتويج نادي بوردو ببطولة دوري الدرجة الأولى موسم 1984/1985.
شارك تشالانا في أول مباراة دولية مع منتخب البرتغال في مواجهة منتخب الدنمارك في 17 نوفمبر 1976 ضمن تصفيات كأس العالم لكرة القدم 1978 حيث انتهت بالفوز 1/0. بمشاركته هذه أصبح تشالانا أصغر رابع لاعب يلعب لمنتخب البرتغال. تم استدعاء تشالانا للمشاركة مع منتخب البرتغال في بطولة كأس الأمم الأوروبية لكرة القدم 1984 التي أقيمت في فرنسا حيث احتل منتخب البرتغال المركز الثاني في مجموعته بالتعادل مع منتخبي ألمانيا الغربية وإسبانيا 0/0 و1/1 ثم الفوز على منتخب رومانيا 1/0 . في الدور النصف النهائي اصطدم بمنتخب فرنسا المستضيف حيث خسر 2/3. شارك تشالانا في آخر مباراة دولية أمام منتخب السويد وديا في 12 أكتوبر 1988 وانتهت بالتعادل 0/0. وبالتالي لعب تشالانا في 27 مباراة دولية مسجلا هدفين.
تولى تدريب نادي بنفيكا للناشئين في موسم 1999/2000 وقادهم للتتويج ببطولة الدوري . في سنة 2008 حل محل الإسباني خوسيه أنتونيو كاماتشو في تدريب نادي بنفيكا حتى نهاية الموسم . أبرز ما قام بهت شالانا هو تحويل ميغيل مونتيرو من مركز الجناح إلى مركز الظهير والذي استطاع أن يبدع فيه لاحقا . تم التعاقد مع الإسباني كيكي فلوريس مدربا للنادي في 22 مايو 2008.

## مسيرته الكروية
لعب فيرناندو تشالانا خلال مسيرته الاحترافية مع 4 أندية في سبعة عشر موسمًا وسجل خلالها 39 هدفًا ضمن 269 مباراة. حيث فاز في خمسة مواسم بالكأس وفي ثمانية مواسم بالدوري.
خاض فيرناندو تشالانا مسيرته مع نادي بنفيكا في موسم 1975–76 في المرة الأولى ليلعب معه تسعة مواسم ثم في موسم 1987–88 واستمر معه طيلة ثلاثة مواسم، مشاركًا طوالها في 225 مباراة سجل خلالها 36 هدفًا. ثم انتقل إلى نادي جيروندان بوردو في موسم 1984–85 واستمر معه طيلة ثلاثة مواسم، حيث شارك في 22 مباراة سجل خلالها هدفين. لينتقل بعدها إلى نادي بيلينينسش في موسم 1990–91 لمدة موسم واحد، مشاركًا في 13 مباراة ولم يسجل أي هدف. ثم انتقل إلى نادي إستريلا دا أمادورا في موسم 1991–92 لمدة موسم واحد، مشاركًا في 9 مباريات سجل خلالها هدفًا واحدًا.

## روابط خارجية
- فيرناندو تشالانا على موقع الاتحاد الدولي (مؤرشف)  (الإنجليزية)
- فيرناندو تشالانا على موقع قاعدة بيانات كرة القدم.إي يو (الإنجليزية)
- فيرناندو تشالانا على موقع ليكيب (الفرنسية)
- فيرناندو تشالانا على موقع ناشيونال فوتبول تيمز (الإنجليزية)
- فيرناندو تشالانا على موقع عالم كرة القدم.نت (الإنجليزية)